# سلطان‌آباد (هشترود)
سلطان‌آباد یکی از روستاهای استان آذربایجان شرقی است که در دهستان آلمالو بخش مرکزی شهرستان چاراویماق واقع شده‌است.